# Kobolt (Adelsgeschlecht)

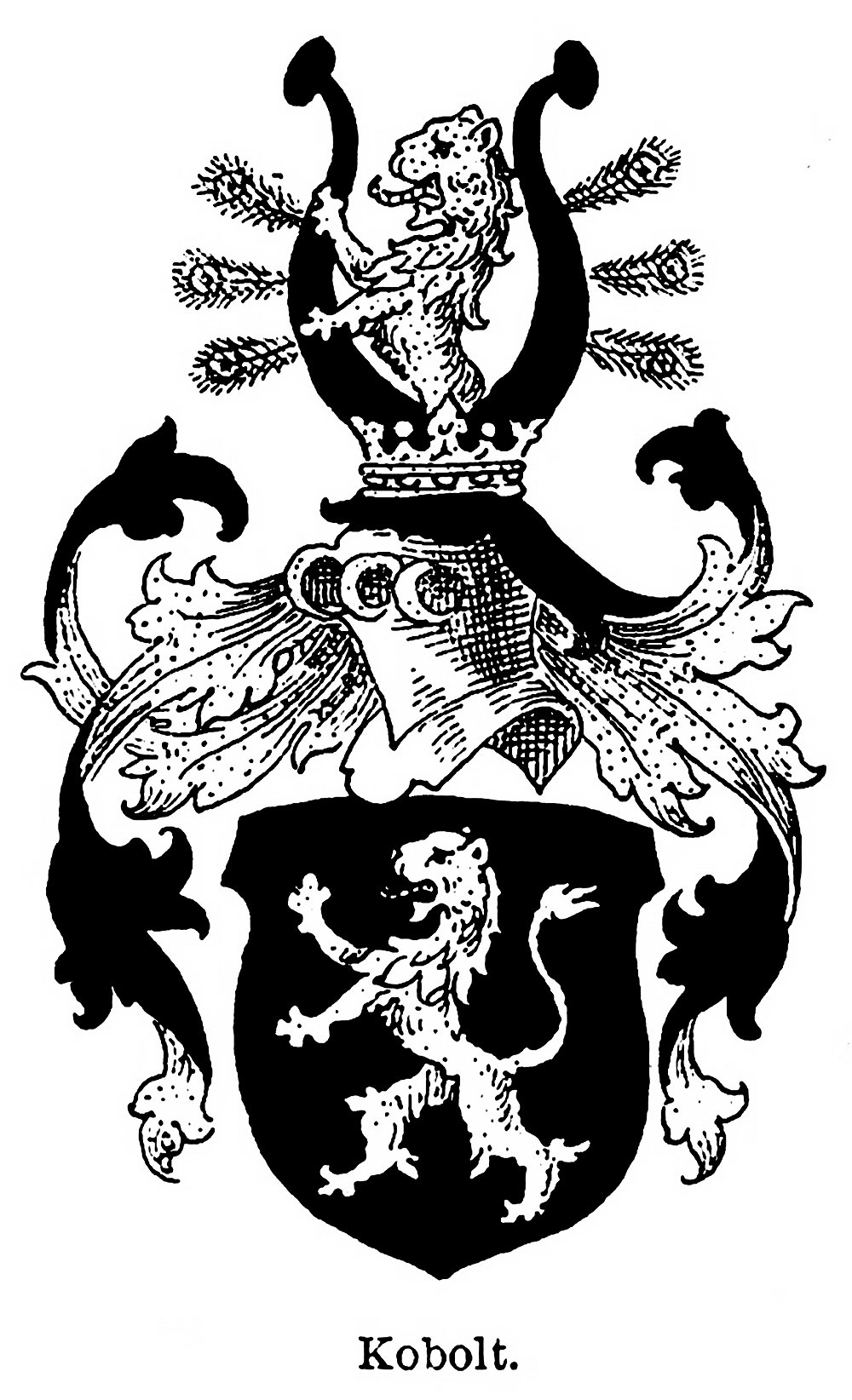
Wappen der Familie Kobolt von 1573 bei Julius Kindler von Knobloch, 1905

Kobolt (auch Cobolt, Kobold, Kobolt von Tambach, Kobolt von Schwakenburg o. ä.) ist der Name eines schwäbisch-bayerischen, später auch in Westfalen ansässigen Adelsgeschlechts.

## Geschichte
Die ursprünglich bürgerliche Familie tritt bereits 1408 mit Albrecht Kobolt in der Reichsstadt Ulm auf. Sie gehörte dort zur Schmiedezunft. Am 30. Juli 1474 erhielten Bartholomäus, Jacob und Conrad Kobolt von Kaiser Friedrich III. einen Wappenbrief. 1484 unterstützte der Ulmer Bürger Bartholomäus Kobolt den Buchdrucker Leonhard Hall. Bartholomäus’ und Elisabeth Hesins Sohn, Heinrich Kobolt, war 1518–1521 Leibarzt des Markgrafen Albrecht von Brandenburg, Hochmeister des Deutschen Ordens in Königsberg. Am 28. Juli 1541 erhielt Leonhard Kobolt eine Wappenbesserung und den rittermäßigen Adelsstand bestätigt.

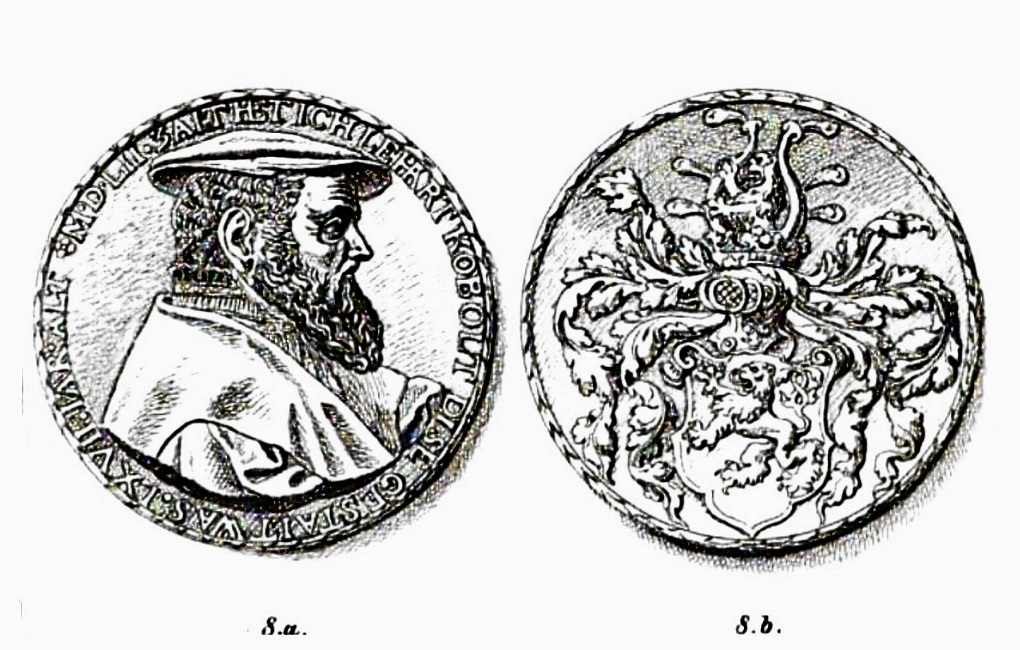
Leonhard Kobolt, 67 Jahre alt, Zeichnung 1872 nach vergoldeter Silbermedaille 1552, Revers: Familienwappen Kobolt

1562 besaßen Lienhard, Paul und David die Kobolden die Hofmark Ezzenberg in der Oberpfalz. Vermutlich derselbe Lienhart Kobolt war um 1570 Genannter des größeren Rats der Reichsstadt Nürnberg. Am 24. Februar 1573 erteilte Kaiser Maximilian II. den Brüdern Georg, Andreas und Bartholomäus Kobolt ein Adelsdiplom. Das Diplom wurde 1626 in der Reichsstadt Dinkelsbühl von einem Notar bestätigt.
Die Familie stellte mit Leonhard Kobolt (urkundlich 1597–1623) und Friedrich Kobolt (urkundlich 1634–1653) zwei vielfache Bürgermeister in Dinkelsbühl. Sebastian Kobolt von Tambach, Sohn des Dinkelsbühler Bürgermeisters, war ab 1626 Patrizier in der Reichsstadt Biberach sowie Postmeister in der Reichsstadt Lindau. Er heiratete nach 1595 Anna Magdalena Scherrich von Aurdorff und hatte mit ihr folgende Kinder: Willibald Kobolt, Abt von Weingarten, Plazidus Kobolt, Abt von Ochsenhausen, eine Tochter († 1631) und Johann Christoph Kobolt, domkapitularischer Pfleger zu Konstanz. Letzterer war verheiratet mit Anna Moehrlin und hatte drei Kinder: Franz Xaver, Jesuit, Willibald, Benediktiner in Weingarten, und Maria Aloysia, die in Konstanz lebte.
Johannes Bartholomäus Kobolt von Tambach (1592–1645) war promovierter Jurist, kurbrandenburgischer Rat, Domherr und Pfarrer zu Straubing. Am 20. Februar 1623 erhielt er das Palatinat. 1637 wurde er zum Weihbischof in Passau ernannt.
Michael Wilhelm Kobolt von Tambach († 1667) kam 1628 als Kammerjunker im Gefolge des katholischen Bischofs Franz Wilhelm von Wartenberg nach Osnabrück und bekleidete dort zunächst das Amt des Oberststallmeisters. Später war er Osnabrückischer Rat und Drost der Ämter Fürstenau und Vörden. Durch seine Eheschließung mit Johanna Elisabeth von Hake gelangte er in den Besitz des ehemals Langenschen Burgmannssitzes in Haselünne, des Langenschen Ritterguts Schwakenburg in Andrup, der Burg Scheventorf und des Guts Böckel. Durch ein Diplom vom 14. Dezember 1653 erhielt er von Kaiser Ferdinand III. die Erlaubnis, das Koboltsche Wappen mit dem Wappen der im Mannesstamm ausgestorbenen Linie des Geschlechts seiner Ehefrau, der Herren von Hake, zu vereinen. 1664 wurde er mit Schwakenburg belehnt. Nach seinem Tod war seine Schwester Isabelle Bernardine von Reede Erbin. Als diese 1724 als die letzte gebürtige Kobolt starb, erbten ihre nächsten Verwandten, die Witwe von Schencking zu Bevern und Isabelle Marie von Valcke († 1731), Stiftsdame und Küsterin zu Nottuln.

## Persönlichkeiten
- Friedrich Kobolt, Bürgermeister der Reichsstadt Dinkelsbühl 1634–1648, 1650–1653
- Heinrich Kobolt (um 1490 – 1520/1521), deutscher Mediziner und Leibarzt des Hochmeisters des Deutschen Ordens in Königsberg
- Johannes Bartholomäus Kobolt von Tambach (1592–1645), Weihbischof in Passau
- Leonhard Kobolt, Bürgermeister der Reichsstadt Dinkelsbühl 1604, 1607–1608, 1611–1617, 1620, 1623
- Michael Wilhelm Kobolt von Tambach († 1667), Militärkommandant und Drost von Fürstenau
- Plazidus Kobolt (1642–1719), 1681–1689 Abt der Reichsabtei Ochsenhausen
- Wilibald Kobolt (1641–1697), 1683–1697 Abt der Abtei Weingarten, Bruder von Plazidus Kobolt

## Wappen
Blasonierung des Wappens vom 30. Juli 1474: In Gold ein golden behalsbandeter, blauer Löwe auf einem blauen Kolben mit etlichen abgeschroteten Ästen stehend. Auf dem blau-golden bewulstete Helm der Löwe wachsend mit einem blauen Kolben in den Pranken. Die Helmdecken sind blau-golden.
Blasonierung des Wappens vom 24. Februar 1573: In Schwarz ein nach rechts gewendeter, goldener Löwe. Auf dem gekrönten Helm zwei schwarze Büffelhörner, nach außen je mit drei oder vier grünen Pfauenfedern besteckt, dazwischen ein wachsender, goldener Löwe. Die Helmdecken sind schwarz-golden.

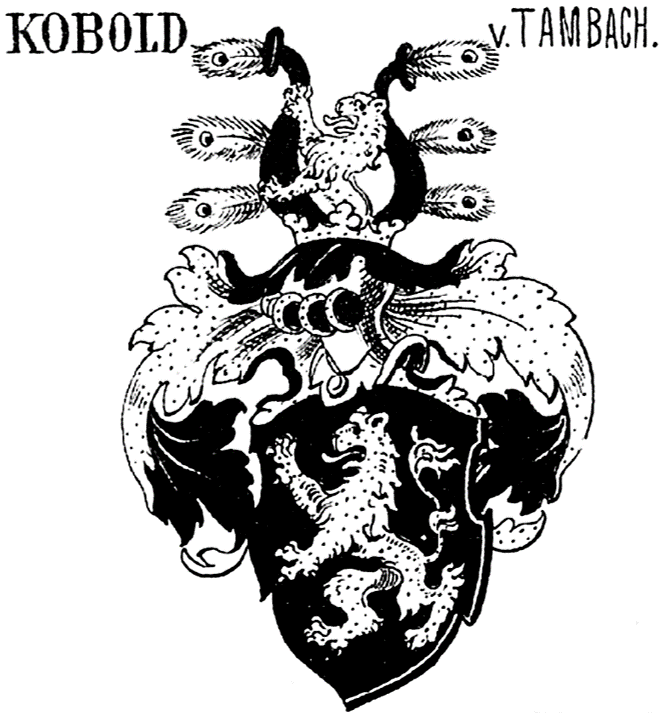
Wappen der Kobolt von 1573 bei Siebmacher, Nachfolgeband (1906)
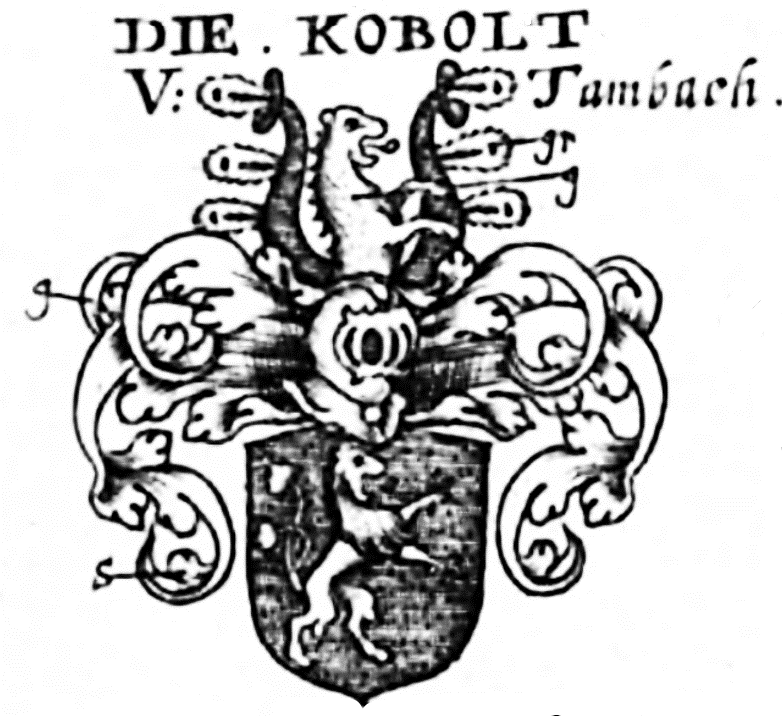
Wappen der Kobolt von Tambach bei Siebmacher unter den „Biberachischen“ (1772)
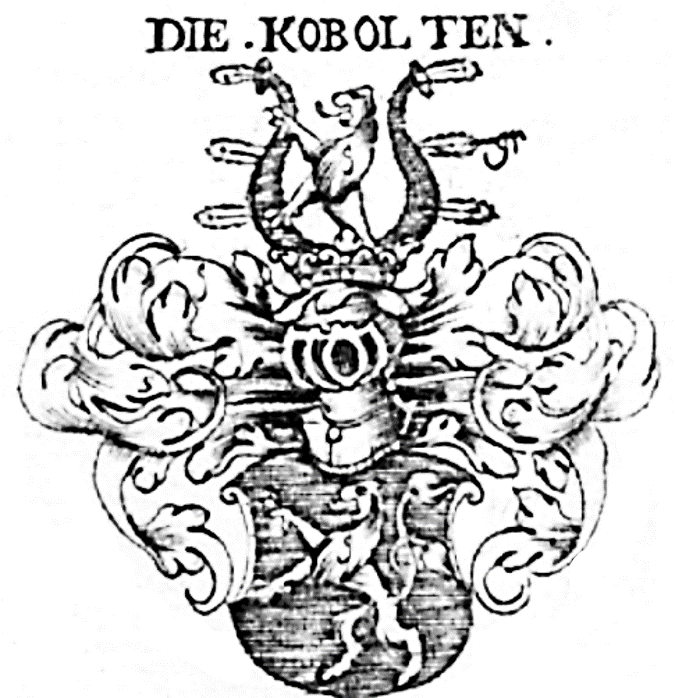
Wappen der Kobolt bei Siebmacher unter den „Schwäbischen“ (1772)

Blasonierung des vermehrten Wappens vom 14. Dezember 1653: Geviert mit silbernem Herzschild, in welchem drei (2:1) rote Haken wie eine 1 geformt. Felder 1 und 4 in Schwarz ein nach innen gewandter goldener Löwe; Felder 2 und 3 in Silber ein schwarzes, stehendes Kreuz, mit neun goldenen Kugeln belegt. Zwei Helme: I. gekrönt, zwei schwarze Büffelhörner, nach außen je mit drei oder vier grünen Pfauenfedern besteckt, dazwischen ein wachsender, goldener Löwe, mit einem silbernen rechtsschräg gestellten Schild belegt, in welchem sich das Kreuz aus Feld 2/3 wiederholt. II. gekrönt, mit zwei nach außen gekehrten roten Haken. Die Helmdecken sind schwarz-golden und rot-silbern.

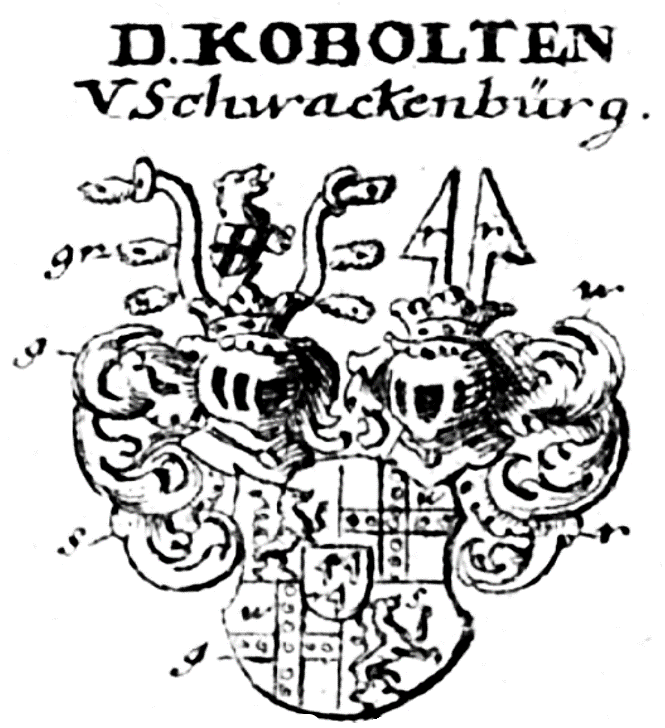
Vermehrtes Wappen der Kobolt von Schwackenburg bei Siebmacher unter den „Westphälischen“ (1772)
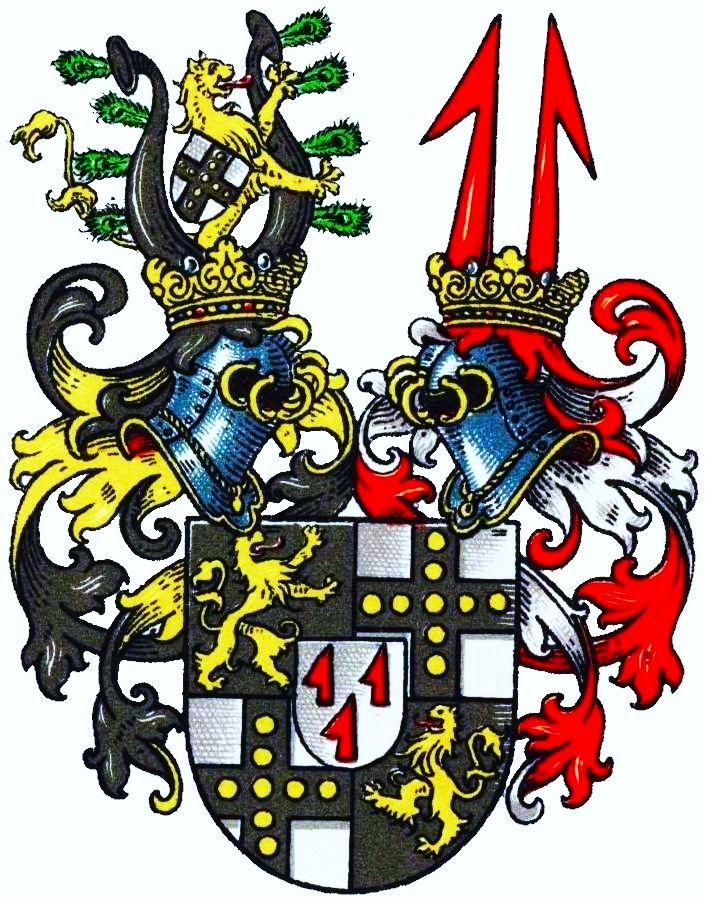
Vermehrtes Wappen der Cobolt im Wappenbuch des Westfälischen Adels
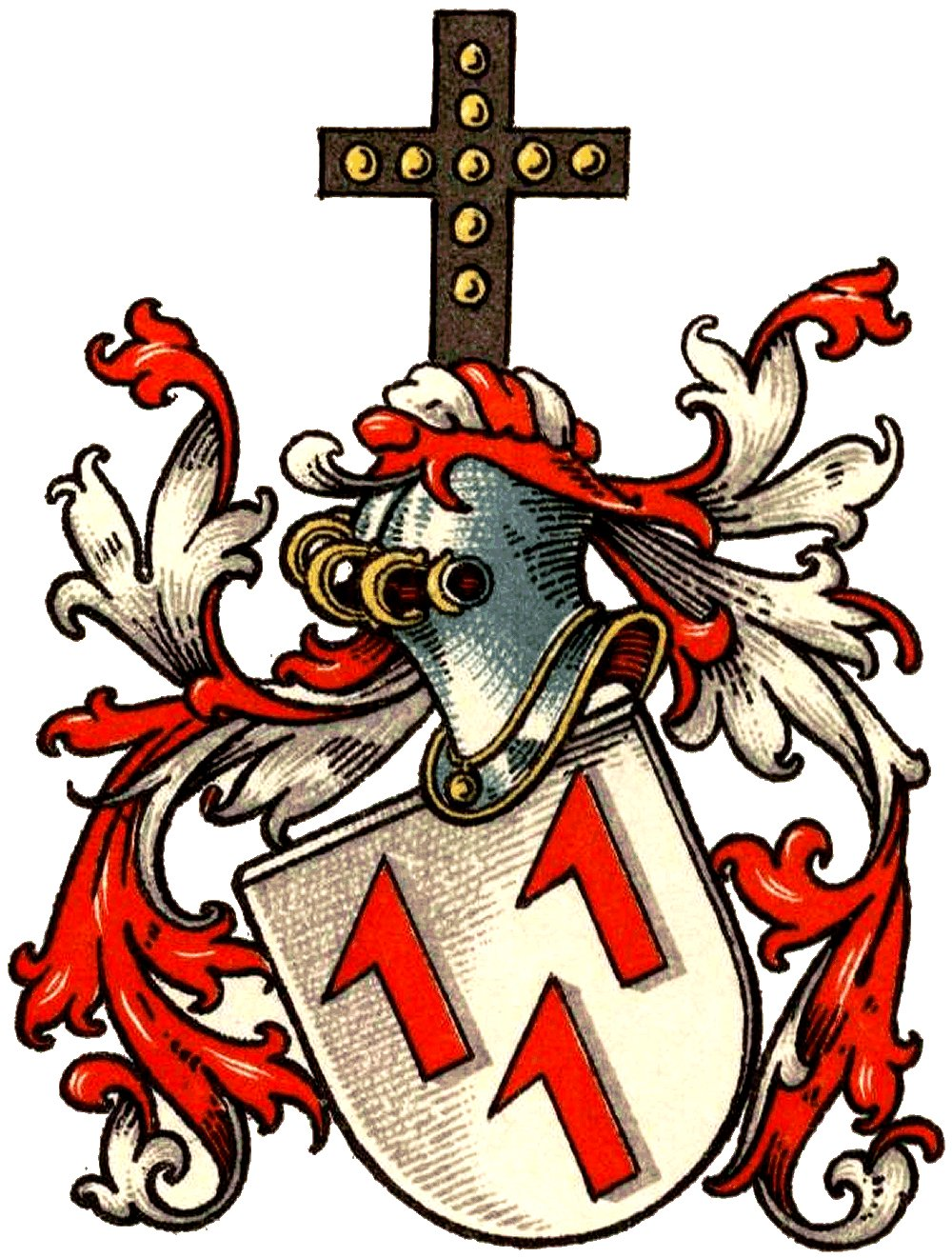
Wappen derer von Hake im Wappenbuch des Westfälischen Adels